# Bierzwnik (gmina)

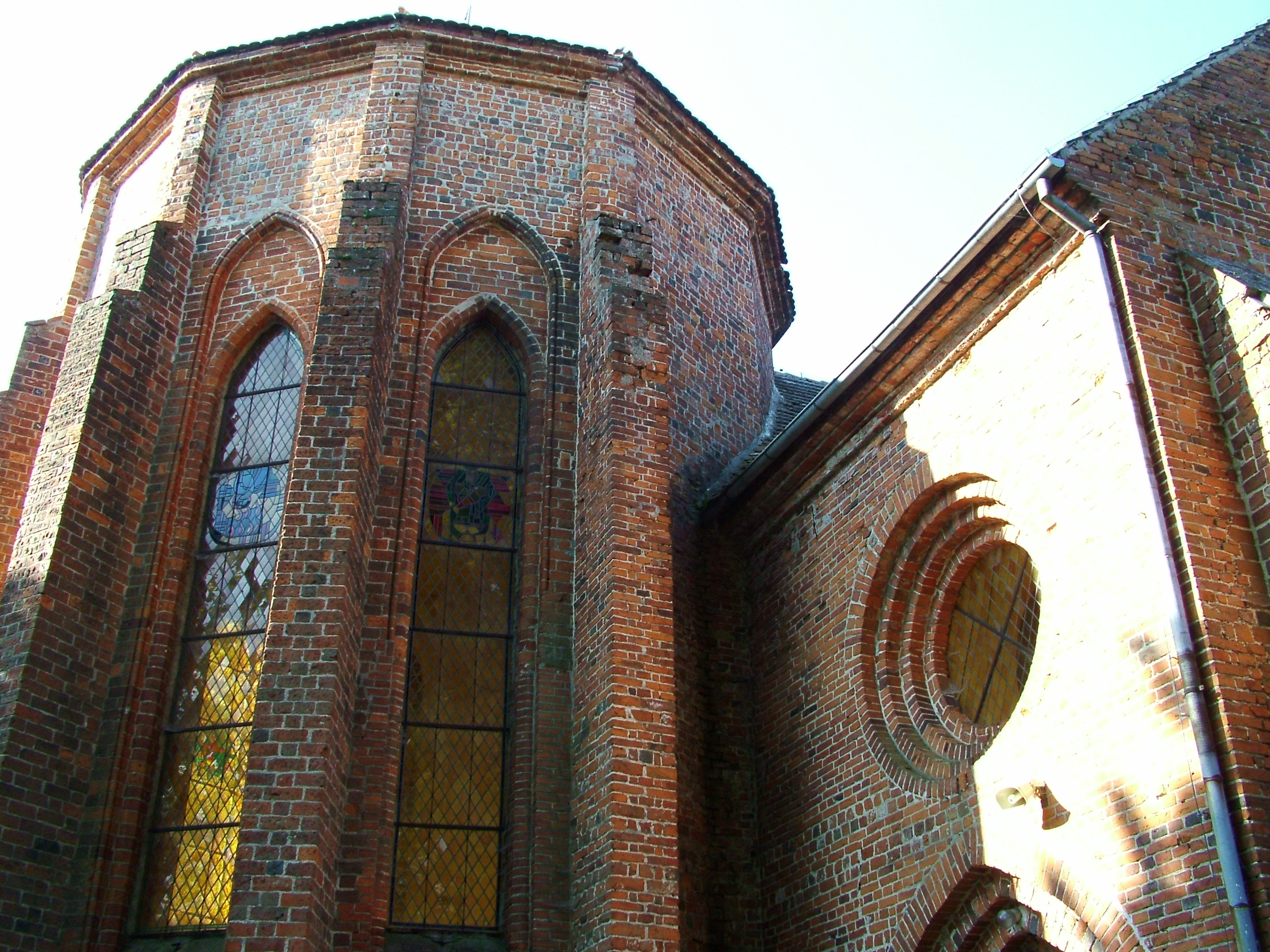
Klasztor pocysterski w Bierzwniku.

Bierzwnik – gmina wiejska, położona w województwie zachodniopomorskim, w południowo-wschodniej części powiatu choszczeńskiego. Siedzibą władz gminy jest wieś Bierzwnik.
Miejsce w województwie (na 114 gmin):

powierzchnia 36., ludność 82.

## Położenie
Gmina leży w południowej części województwa zachodniopomorskiego, na Pojezierzu Dobiegniewskim i Równinie Drawskiej. Tereny leśne zajmują 53% powierzchni gminy, a użytki rolne 36%.
Gmina stanowi 18% powierzchni powiatu.
Sąsiednie gminy:
- Choszczno, Drawno i Krzęcin (powiat choszczeński)
- Dobiegniew i Strzelce Krajeńskie (powiat strzelecko-drezdenecki) w województwie lubuskim

W latach 1975–1998 gmina położona była w województwie gorzowskim.

## Historia

### Kalendarium
- w 1294 r. przybyli Cystersi z Kołbacza, Bierzwnik został miejscowością gminną na prawie niemieckim
- w 1347 r. klasztor spłonął doszczętnie
- w 1352 r. dobra cysterskie ograniczały się do wsi Klasztorne, części Słowina i Radęcina
- dobra cysterskie były niszczone podczas wojny z Polską w latach 1409-1411, a później wojny polsko-krzyżackiej w latach 1431-1433
- w 1450 r. majątek cysterski obejmował: Pławienko, Rakowo, Objezierze, Górzno, Kolsk, Breń, Klasztorne, Pławno, Przeczno, Wildenów, Abbetehagen i Meusdorf
- w 1539 r. opactwo sekularyzowano
- w drugiej połowie XVI wieku Bierzwnik zmienił przynależność administracyjną. W średniowieczu Bierzwnik należał do Ziemi Strzeleckiej, a od co najmniej 1557 r. do powiatu choszczeńskiego
- w 1633 r. po raz pierwszy zaznaczono Bierzwnik na mapie Brandenburgii i krajów sąsiednich
- w XVIII wieku w wyniku kolonizacji prowadzonej przez posiadaczy prywatnych i przez państwo, zaczęły w powiecie powstawać osady
- w 1975 r. gmina została włączona w strukturę województwa gorzowskiego
- w 1999 r. w wyniku nowego podziału administracyjnego państwa gmina Bierzwnik włączona została do województwa zachodniopomorskiego, powiatu choszczeńskiego.

## Demografia
Dane z 30 czerwca 2008:
| Opis      | Ogółem | Ogółem | Kobiety | Kobiety | Mężczyźni | Mężczyźni |
| --------- | ------ | ------ | ------- | ------- | --------- | --------- |
| jednostka | osób   | %      | osób    | %       | osób      | %         |
| populacja | 4.710  | 100    | 2.292   | 49,8    | 2.418     | 50,2      |

Gminę zamieszkuje 9,5% ludności powiatu.

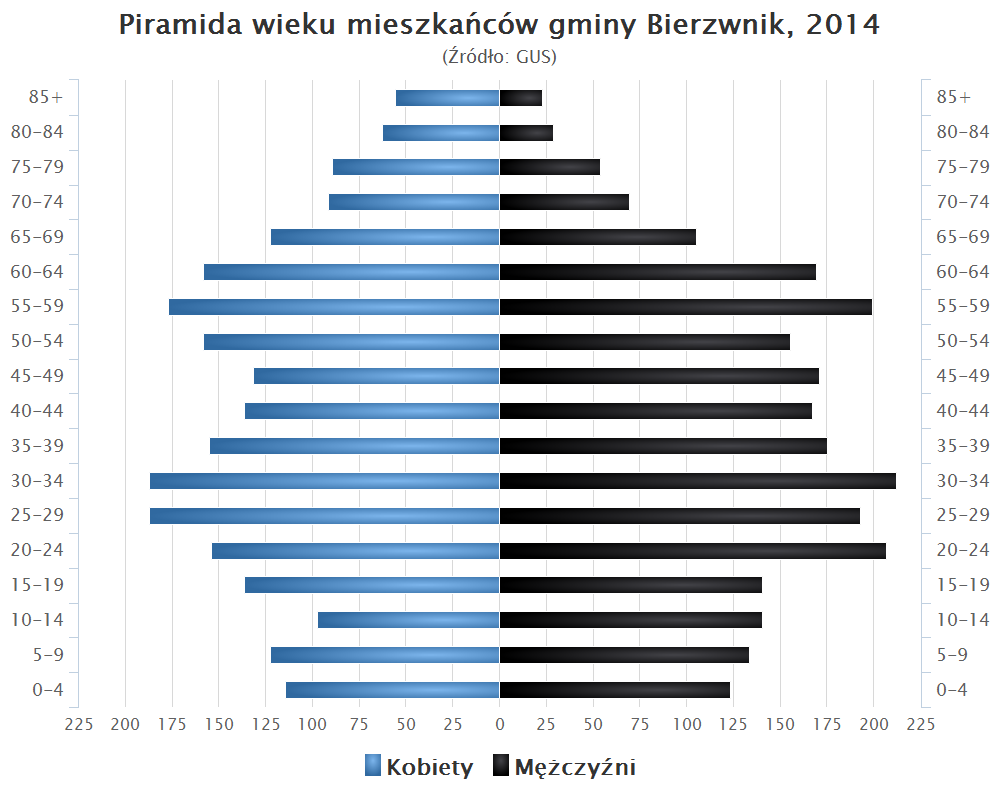
Piramida wieku mieszkańców gminy Bierzwnik w 2014 roku

## Zabytki
- klasztor pocysterski w Bierzwniku założony w 1294 r.
- XIX-wieczne kościoły w Klasztornem, Breniu, Zieleniewie, Górznie, Kolsku
- młyn w Górznie
- parki dworskie w Zieleniewie i Bierzwniku
- dwory w Zieleniewie i Kolsku

## Przyroda
Na terenie gminy znajdują się 2 rezerwaty przyrody:
- florystyczny – „Rezerwat przyrody Wyspa na Jeziorze Bierzwnik”
- faunistyczny – „Łasko”.

## Administracja
W 2016 r. wykonane wydatki budżetu gminy Bierzwnik wynosiły 17,9 mln zł, a dochody budżetu 18,9 mln zł. Zobowiązania samorządu (dług publiczny) według stanu na koniec 2016 r. wynosiły 6,5 mln zł, co stanowiło 34,4% poziomu dochodów.

## Jednostki pomocnicze gminy
SołectwaBierzwnik, Breń, Górzno, Jaglisko, Klasztorne, Kolsk, Łasko, Ostromęcko, Pławno, Płoszkowo, Przeczno, Rębusz, Starzyce, Strumienno, Wygon, Zieleniewo

## Miejscowości
WsieBierzwnik, Breń, Chyże, Górzno, Jaglisko, Klasztorne, Kolsk, Łasko, Pławno, Płoszkowo, Przeczno, Rębusz, Starzyce, Wygon, Zieleniewo
KolonieBożejewko, Budzice, Bukowie, Chełmienko, Gajno, Górki, Grzywna, Kawno, Kłodzin, Kozłów, Kołecko, Kosinek, Kruczaj, Krzywin, Kunica, Ostromęcko, Pławienko, Przykuna, Smędowa, Strumienno, Trzebicz, Zgorzel
OsadaZdrójno
Osady leśneAntoniewko, Chojnica, Czapliska, Dołżyna, Piaseczno, Sojec
Przysiółek wsiMalczewo

## Komunikacja

### Transport drogowy

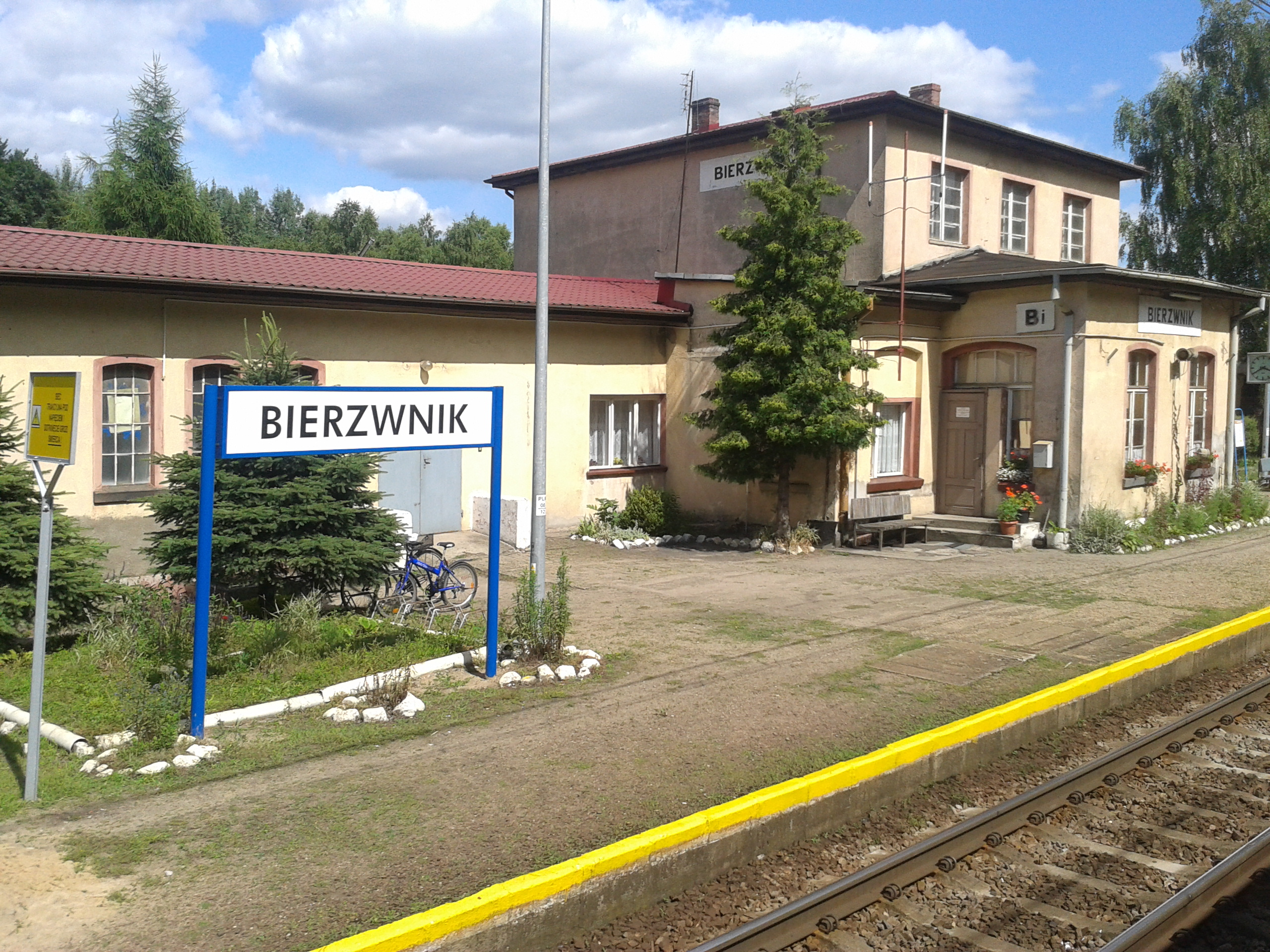
Stacja kolejowa w Bierzwniku.

Przez gminę prowadzi droga wojewódzka nr 160, łącząca Bierzwnik z Choszcznem (24 km) i z Dobiegniewem (11 km).

### Transport kolejowy
Bierzwnik uzyskał połączenie kolejowe już w 1847 r. po wybudowaniu odcinka linii kolejowej ze Stargardu do Dobiegniewa, w 1978 r. cała linia ze Szczecina do Poznania została zelektryfikowana. Obecnie w gminie czynne są 2 stacje kolejowe: Rębusz i Bierzwnik.

### Poczta
W gminie czynny jest jeden urząd pocztowy: Bierzwnik (nr 73-240).